# Changan UNI-V

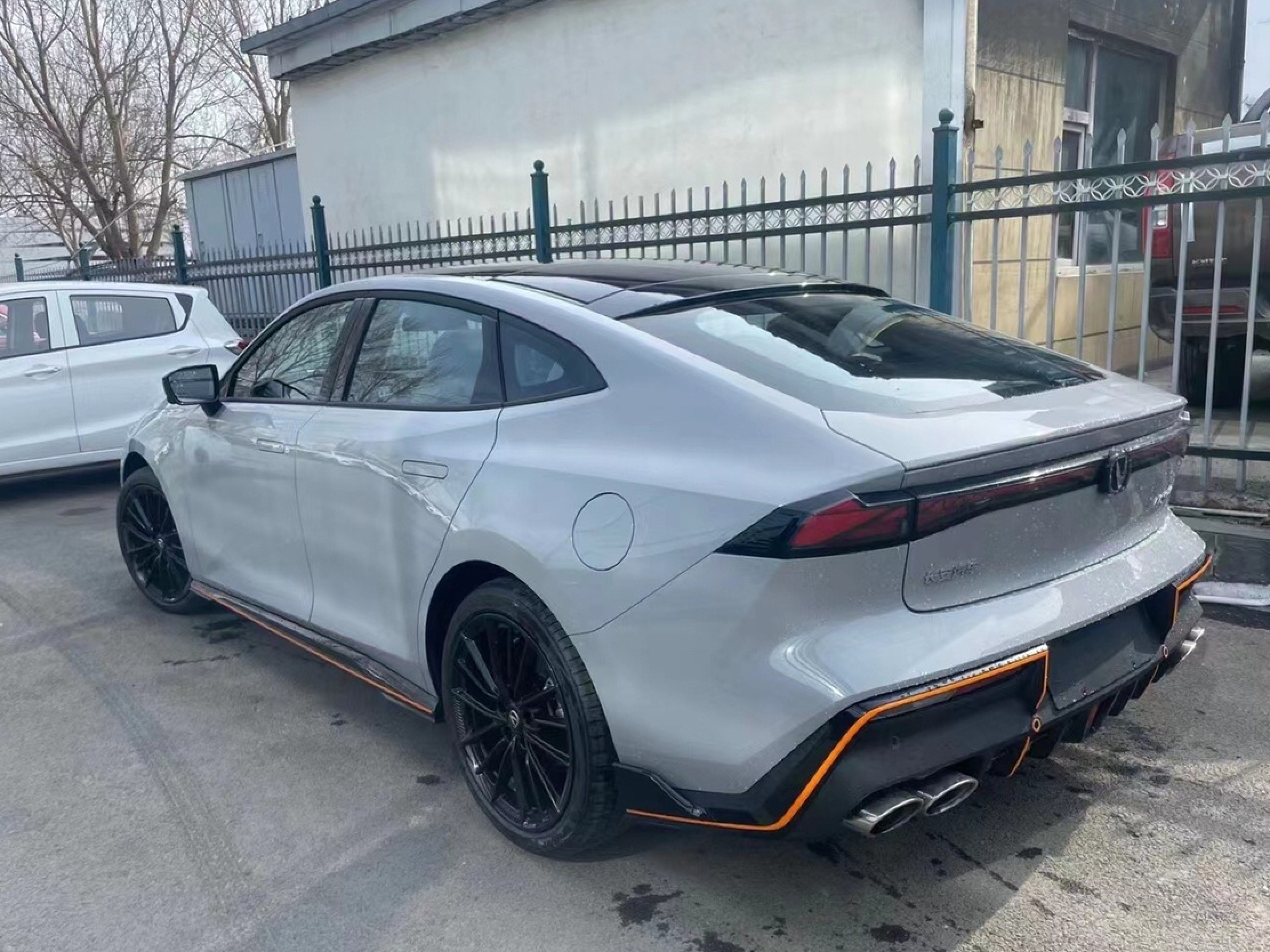
Вид сзади

Changan UNI-V — компактный автомобиль, выпускающийся с 2021 года китайской компанией Changan.

## Описание
Автомобиль Changan UNI-V является третьим автомобилем семейства UNI, после Changan UNI-K и Changan UNI-T. Впервые модель была представлена на автосалоне в Гуанчжоу в 2021 году. Модель разработана на платформе Changan MPA (Modular Platform Architecture).
В Россию модель поставляется с кузовом лифтбек. Конкурентом модели является Skoda Octavia. Вслед за Changan UNI-V на российский рынок поступили Changan CS85 и Changan CS95.
Особенностями автомобиля являются овальное рулевое колесо, «скрытые» дверные ручки и выдвижной спойлер, как у Porsche Panamera. На центральной консоли расположен 10,25-дюймовый сенсорный экран, под которым расположен блок микроклимата. Между передними креслами расположен двухэтажный «тоннель».

## Технические характеристики
Автомобиль Changan UNI-V оснащается двигателями внутреннего сгорания объёмом 1,5—2 литра (в России только 1,5 л) и мощностью 185 л. с. (в России 188 л. с.). Максимальная скорость ограничена до 205 км/ч, но ограничение снимается путём чип-тюнинга.

## Награды
Лучший автомобиль 2023 года в классе «Грантуреры» (Россия).